# Ratpenat de ferradura de Thomas
El ratpenat de ferradura de Thomas (Rhinolophus thomasi) és una espècie de ratpenat de la família dels rinolòfids. Viu a la Xina, Laos, Myanmar, Tailàndia i el Vietnam. El seu hàbitat natural són zones de pedra calcària i es troben a les coves de 400 a 1.100 m d'altitud. No hi ha cap amenaça significativa per a la supervivència d'aquesta espècie, tot i que està afectada per la pèrdua d'hàbitat.
Fou anomenat en honor de l'eminent mastòleg britànic Oldfield Thomas.